# Symphonie no 5 de Tchaïkovski
Pour les articles homonymes, voir Symphonie no 5.
La Symphonie no 5 en mi mineur, op. 64, de Piotr Ilitch Tchaïkovski, est composée entre mai et août 1888, près de onze ans après la naissance de la quatrième symphonie.

## L'œuvre
Dans un de ses feuillets d'esquisses, le compositeur détaille la structure de sa future symphonie :
« Introduction : Soumission totale devant le destin ou, ce qui revient au même, devant la prédestination inéluctable de la Providence. Allegro : I. Murmures, doutes, plaintes, reproches à… II. Ne vaut-il pas mieux se jeter à corps perdu dans la foi ? Le programme est excellent, pourvu que j'arrive à le réaliser. »
Une fois la symphonie achevée, Tchaïkovski en fut assez satisfait. La première représentation a eu lieu à Saint-Pétersbourg le 17 novembre 1888 sous la direction du compositeur lui-même. L'accueil du public fut favorable, mais la presse n'a pas du tout partagé cet enthousiasme, si bien que Tchaïkovski lui-même en vint à douter de la qualité de la partition (« trop  confuse, trop compacte, manquant de sincérité… » écrit-il dans une lettre à sa bienfaitrice, Nadejda von Meck). Heureusement, lors d'une représentation à Hambourg en 1889, la symphonie connut enfin l'immense succès qu'elle mérite. Elle est aujourd'hui une des œuvres de Tchaïkovski les plus appréciées du public.
La cinquième symphonie est la seule des six symphonies de Tchaïkovski à posséder un thème cyclique revenant dans chacun des quatre mouvements, symbolisant la « providence ».
Cette symphonie est dédiée à Theodor Avé-Lallemant, et son exécution dure approximativement 48 minutes.
Cette œuvre est étroitement liée à l'ouverture Hamlet, car les deux œuvres ont été composées simultanément.

### Contexte historique
La vie de compositeur pour Tchaïkovski a été parsemée d’embûches et de succès. Durement touché par les problèmes d’argent et d’estime de soi, il a du affronter de longues périodes de solitude et de faible production musicale suivie de courtes, mais intenses, périodes de succès et de reconnaissance musicale. L’arrivée de la cinquième symphonie de Tchaïkovski suit une période plutôt fructueuse chez le compositeur. Nous y retrouvons plusieurs de ses œuvres de grande importance comme la Symphonie no 4 en fa mineur, Eugène Onéguine, le concerto pour violon en ré majeur, et plusieurs autres. Malheureusement, un mariage désastreux avec une jeune étudiante du Conservatoire de Moscou, Antonina Milioukova, l'a conduit au divorce et au bord du suicide. Ce qui a eu pour conséquence un recul dans son activité musicale.
Ce fut seulement à partir de 1888 qu’il a recommencé à écrire. Pendant les trois années précédentes, il avait perdu le goût d’écrire et il pensait avoir perdu ses capacités. Le 27 mai 1888, il commence à compiler des extraits pour finalement achever la symphonie en six semaines.  Il travaillait tout en ignorant la maladie, la faiblesse et surmonta son manque de confiance en lui-même.  Il voulait prouver au monde qu’il avait encore de l’inspiration pour composer de grandes œuvres. Cependant, la première à Saint-Pétersbourg donna l’impression au compositeur que le public l’ovationnait seulement pour ses œuvres précédentes et non pour la cinquième symphonie elle-même. Avec un peu de recul, Tchaïkovski trouva sa quatrième symphonie plus vraie et profonde musicalement que sa cinquième qu’il trouva fausse et emplie de sentiments superficiels. Selon lui, cette dernière ne correspondait pas à ses ambitions musicales. Ce fut seulement après une prestation à Hambourg en 1889, à laquelle assista Brahms, que Tchaïkovski a eu plus d’estime pour cette œuvre.

## Structure
1. Andante - Scherzo. Allegro con anima (mi mineur - mi majeur - mi mineur)
2. Andante cantabile, con alcuna licenza (si mineur - (ré majeur)
3. Valse. Allegro moderato (la majeur)
4. Finale. Andante maestoso (mi majeur) - Allegro vivace (Alla Breve) (mi mineur) - Molto Meno Mosso (mi majeur)

## Orchestration
| Instrumentation de la Symphonie no 5                                            |
| Bois                                                                            |
| 3 flûtes (la 3e prend le piccolo), 2 hautbois, 2 clarinettes (en la), 2 bassons |
| Cuivres                                                                         |
| 4 cors (en fa), 2 trompettes (en la), 3 trombones (2 ténors et 1 basse), 1 tuba |
| Percussions                                                                     |
| timbales                                                                        |
| Cordes                                                                          |
| premiers violons, seconds violons, altos, violoncelles, contrebasses            |

## Analyse

### Motif conducteur
Le motif conducteur est un thème récurrent dans une œuvre. Le compositeur ayant recours à un thème du genre cherche souvent à le transformer au courant de l’œuvre. Tchaïkovski utilise un motif récurrent dans sa cinquième symphonie. Certains de ses prédécesseurs l’ont également fait. C’est d’ailleurs le cas de Beethoven dans sa cinquième symphonie et de Brahms dans sa troisième symphonie. Berlioz a aussi eu recours à cette technique, mais il utilisa le terme "idée fixe" pour en parler. 
Le motif de la cinquième symphonie de Beethoven est le motif de quatre notes qui est entendu au tout début de l’œuvre. Ce thème est ensuite repris pendant toute la pièce. Dans cette symphonie, chacun des mouvements est caractérisé par une mélodie de quatre notes dérivées du motif. Ces quatre notes, qui n’ont pas nécessairement la même structure harmonique partagent toutefois toujours le même schéma rythmique, c’est-à-dire trois notes courtes et une longue. Chaque groupe d’instruments doit à un moment ou à un autre jouer ce motif. Le second mouvement, le motif se retrouve en accompagnement chez les cordes. Dans le troisième, ce sont plutôt les cors qui introduisent encore une fois un motif de quatre notes qui suit la même logique, donc court-court-court-long et ce même motif se trouve à être joué tant chez les cordes, les bois, les cuivres et les timbales. Dans le quatrième et dernier mouvement, les cuivres et les bois accompagnent les cordes toujours avec cette même répétition.

### Influences extérieures
Piotr Illtch tchaïkovski est reconnu comme l’un des plus grands compositeurs russes de l’histoire.  Malgré le fait que plusieurs personnes du milieu musical qualifiaient sa musique de plus européenne que russe, une grande partie de son inspiration générale fut issue de chants et mélodies folkloriques russes. Il eut comme professeurs et mentor de grands musiciens russes tels qu'Anton et Nicolas Rubinstein. À quelques reprises, il consulta le fameux “groupe des cinq” formé des compositeurs Balakirev, Cui, Rimsky-Korsakov, Borodine et Moussorgsky.  Une autre grande influence chez Tchaïkovski fut l’apport d’un élément sur quoi baser une œuvre. Il existe un questionnement sur la cinquième : cette œuvre est-elle ou non une œuvre à programme. Il est difficile d’y voir clair, car contrairement par exemple à la  Symphonie fantastique d'Hector Berlioz, le compositeur russe n’a laissé aucune indication claire à ce sujet. Selon l’auteur David Brown, ancien professeur à la University of Southampton, et spécialiste de la musique russe, le premier mouvement serait de nature programmatique, car on aurait trouvé sur des esquisses de l’œuvre des indications extra-musicales évidentes comme par exemples : Introduction, "Résignation complète devant le destin de l’homme", "Imprévisible Providence", Allegro, "Murmures", "Doutes", "Plaintes contre la XXX" (en autocensure possible du mot "homosexualité") "Devrais-je me laisser embrasser par la foi". Toutes ces indications laissent imaginer que Tchaïkovski avait choisi alors de se laisser guider par son destin. La plupart de ses œuvres sont d’ailleurs basées sur le Destin, et son acceptation. La structure de la symphonie en est un exemple notable.  Elle commence en mineur, et finit en majeur, du noir à la lumière... On retrouve une similarité thématique avec la cinquième symphonie de Beethoven.  Tout au long de l’œuvre, le thème du Destin transformé plusieurs fois apparaît. Pour la Première, les deux œuvres avaient d'ailleurs été présentées au public au cours de la même semaine. Elles ont alors été chaleureusement reçues, mais la critique, et plus particulièrement César Cui, a été dure avec les compositions de Tchaïkovski. Il a dédicacé sa cinquième symphonie à un certain Theodor Avé-Lallement. Ce dernier serait donc peut-être le responsable du changement qui s’effectue dans la méthode de composition de Tchaïkovski dans sa cinquième symphonie, qui s’inscrit davantage dans la tradition austro-germanique du genre de la symphonie, qu'elle n'est marquée par la fougue slave.

## La Symphonieno5au cinéma
Elle est au générique du film Les Anges de l'enfer (1930) de Howard Hughes.
Plusieurs passages en sont joués pendant le film Birdman (2014) de Alejandro González Iñárritu.